# 愛知県産業貿易館
愛知県産業貿易館（あいちけんさんぎょうぼうえきかん）は、かつて愛知県名古屋市中区にあった愛知県立の文化施設である。

## 概要
財団法人あいち産業振興機構が運営していた施設で本館と西館で構成され、展示場や会議室を備えていた。
1963年（昭和38年）に開館し、1964年（昭和39年）には、本館が第5回BCS賞を受賞している。西館は1974年（昭和49年）に建設された。
愛知県産業貿易館と愛知県中小企業センター、愛知県勤労会館の老朽化を受けてこれらを集約した愛知県産業労働センター（ウインクあいち）が中小企業センターの跡地に整備され、産業貿易館は2009年9月末を以て閉館した。2017年（平成29年）3月10日、愛知県産業貿易館本館跡を東海旅客鉄道（JR東海）に随意契約により36億円で売却することを愛知県議会が承認した。JR東海は建物を解体し、中央新幹線名城変電所の用地とした。西館は2019年に愛知県により解体され、2023年現在コインパーキングとして利用されている。

## 交通アクセス
- 名古屋市営地下鉄鶴舞線・桜通線「丸の内駅」から徒歩で約10分[10]。
- 名古屋市営地下鉄名城線「市役所駅」から徒歩で約10分[10]。
- 名古屋市営バス「外堀通」バス停で下車、徒歩ですぐ[10]。